# Nelson Piquet Jr.
Nelson Angelo Tamsma Piquet Souto Maior, mais conhecido como Nelson Piquet Jr ou ainda Nelsinho Piquet (Heidelberg, 25 de Julho de 1985), é um piloto brasileiro da European Le Mans Series, Stock Car e Porsche Cup Series, nascido na Alemanha e criado em Brasília. Foi campeão da Fórmula 3 Sul-Americana em 2002, da Fórmula 3 Britânica em 2004, e da Fórmula E em 2014–15 e da Lamborghini Super Trofeo, além de ser o primeiro brasileiro a vencer provas da NASCAR.
Além dos grandes feitos como: ser parte do último pódio com dois brasileiros na Fórmula 1 (até o momento) ocorrida no GP da Alemanha de 2008, ser o primeiro brasileiro a vencer um evento internacional da elite do Rallycross, assim como o primeiro brasileiro a cravar uma pole-position em uma categoria da NASCAR. Também sendo o primeiro brasileiro a vencer na antiga GP2, o único brasileiro a vencer uma corrida da A1GP, justamente na etapa inaugural da categoria, e o primeiro campeão da Fórmula E.

## Biografia
Nelson Piquet Jr é filho do tricampeão mundial de Fórmula 1 Nelson Piquet junto a modelo holandesa Sylvia Tamsma, tendo como irmãs a modelo Kelly Piquet e Julia Piquet, além dos outros quadro irmãos, Geraldo, Lazslo, Pedro e Marco Piquet. Todos descendem de um avô que já era uma figura pública, o médico e ex-ministro da saúde Estácio Gonçalves Souto Maior.
Nelsinho, como é carinhosamente chamado, nasceu em Heidelberg, que à época, fazia parte da Alemanha Ocidental. Passou os primeiros anos da infância em Mônaco, sendo colega de classe de Nico Rosberg, futuro campeão de F1 e filho de Keke, velho rival de seu pai. Os pais de Nelsinho se separaram quando ele e suas irmãs ainda eram crianças. Aos oito anos de idade, Nelsinho deixou de morar com a mãe em Mônaco e optou por morar com o pai em Brasília, onde se radicou.
Em dezembro de 2023, Nelsinho se casou com a modelo e amazona Patsy Zurita, com quem namorava há aproximadamente um ano. Em 2025, o casal anunciou que estava à espera da primeira filha deles.
Desde 2022, Nelsinho é apresentador do podcast Pelas Pistas, posto que divide com Christian Fittipaldi. O podcast foi criado para discutir automobilismo, especialmente F1 e Indy, expondo o ponto de vista de dois pilotos profissionais.

## Carreira

### Kart
Piquet Jr. começou sua carreira no kart em 1993, sendo tricampeão brasileiro em 1997,1999 e 2000, seu último ano na categoria.

### Fórmula 3

#### F3 Sul-americana
Desde o princípio, Piquet Jr. foi apoiado por seu pai Nelson, que criou uma equipe, a Piquet Sports, para apoiá-lo em sua jornada nas categorias de acesso à F1. Sua primeira competição disputada com a equipe foi em 2001, na Fórmula 3 Sul-americana. Por conta da idade, só pôde participar da segunda metade da temporada, quando já tinha completado dezesseis anos. A estreia de Nelsinho foi em agosto, na sexta rodada, que foi disputada em Brasília, e lá, ele obteve seu primeiro pódio ao chegar em segundo. Conquistou sua primeira vitória em novembro daquele ano, durante a etapa de Cascavel.

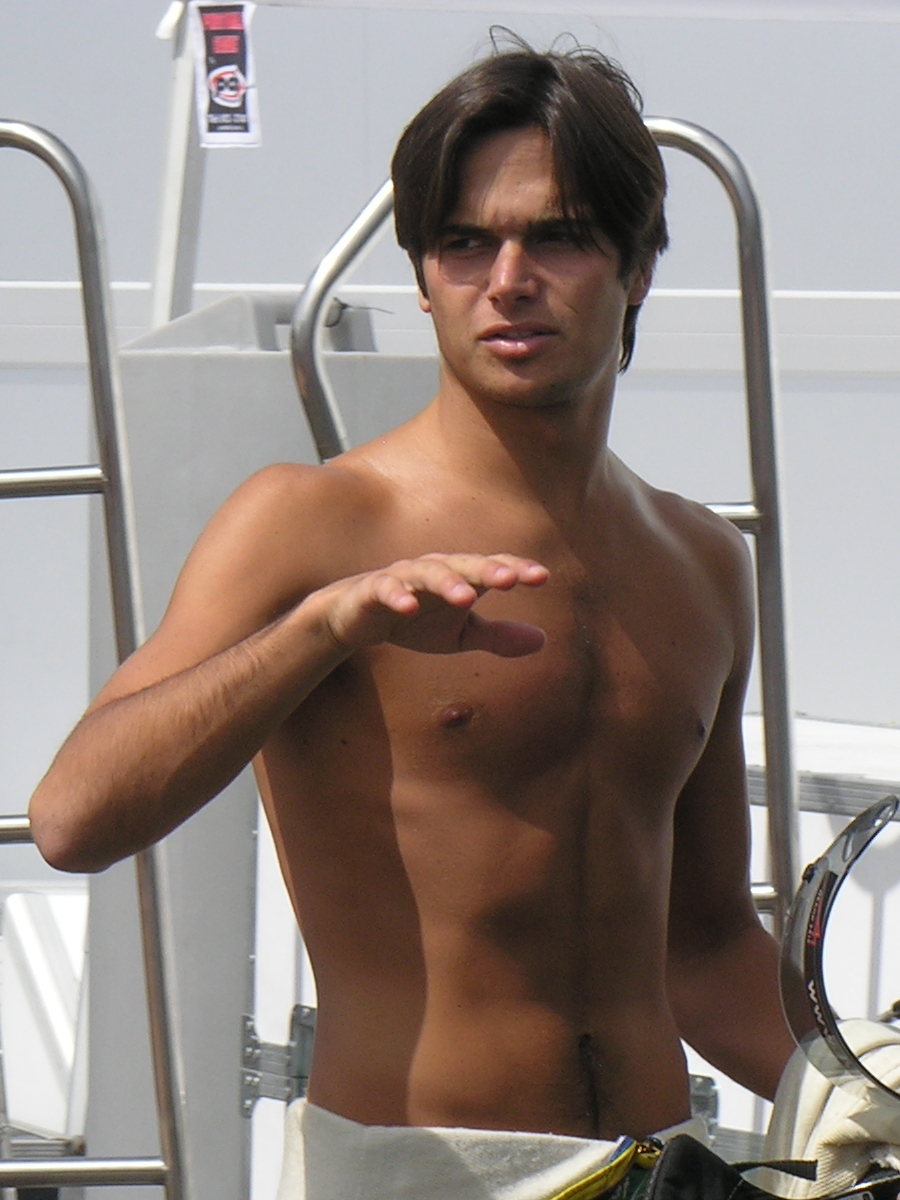
Piquet Jr. durante a etapa da África do Sul da Temporada da A1 Grand Prix de 2005–06.

Na temporada seguinte, Nelsinho entrou como um dos favoritos da F3-SUDAM, com seu pai afirmando que ele precisava "dominar" o campeonato e vencer pelo menos 80% das corridas. De fato, a dominância veio, com Nelsinho conquistando 13 vitórias em dezessete corridas, se sagrou campeão ao ser segundo colocado em Jacarepaguá, com duas rodadas de antecedência, e encerrou o ano com 296 pontos, 107 a mais do que o vice Danilo Dirani. Mas o triunfo foi marcado por polêmicas, com membros da sua equipe, Piquet Sports, se envolvendo em confusões com membros da rival Amir Nasr Racing. Um dos incidentes foi quando Arialdo Pinho, apoiador da equipe de Piquet, fez uma ameaça armada a Thiago Medeiros, rival de Nelsinho no campeonato, após este acusar Piquet Jr. de ter "privilégios" e de ter treinado além do que era permitido no regulamento. E na última prova, Nelsinho foi desclassificado após colidir com Daniel Scandian, que alegou ter sido agredido por membros da Piquet Sports após ir tirar satisfações com o piloto.

#### F3 Inglesa

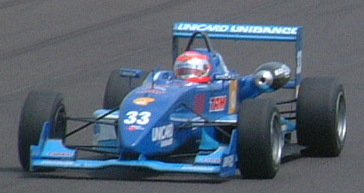
Piquet Jr. durante a etapa de Castle Combe da F3 Inglesa de 2003

Em 2003, Nelsinho foi competir na Fórmula 3 Inglesa, se lançando no automobilismo internacional com a Piquet Sports. Conquistou seu primeiro pódio ao ser terceiro na corrida 2 da primeira rodada em Donington Park, obtendo sua primeira vitória na corrida 2 de Knockhill. Ao todo, foram oito poles, onze pódios e seis vitórias, o que renderam a Piquet Jr. 231 pontos e o terceiro lugar no campeonato, com ele ficando seis pontos atrás do vice Jamie Green e 77 pontos atrás do campeão Alan van der Merwe.
Piquet Jr. seguiu na F3 Inglesa em 2004, onde conquistou 5 poles, 12 voltas mais rápidas, 13 pódios, 6 vitórias e 282 pontos, se sagrando campeão em 3 de outubro, durante a etapa de Brands Hatch. Ao conquistar o título, Nelsinho se tornou o mais jovem campeão da F3 Inglesa, além de repetir o feito de seu pai, que foi campeão em 1978, o que fez dos Piquets os primeiros pai e filho a serem campeões da categoria.

#### F3 Europeia
Em 2016, Nelsinho tentou retornar aos campeonatos de Fórmula 3, assinando com a Carlin para competir na F3 Europeia, mas a FIA o vetou, alegando que esse campeonato era destinado a pilotos iniciantes.

### GP2 Series
Em novembro de 2004, foi anunciado que Nelsinho disputaria a temporada inaugural da GP2 Series, então o último degrau das corridas de formação antes de chegar a Fórmula 1. Ele competiu pela Hitech Piquet Sports em um Dallara GP/05 de motores Renault e pneus Bridgestone, tendo o compatriota Xandinho Negrão como companheiro. Conquistou sua primeira vitória na categoria em Spa-Francorchamps, totalizando cinco pódios e 45 pontos. Piquet Jr. fechou sua primeira temporada na oitava colocação geral, pontuando onze vezes mais que seu companheiro. 
Precisando de uma campanha de ponta no campeonato, o então jovem brasileiro correspondeu as expectativas para 2006, ano em que ele brigou pelo título com Lewis Hamilton. Com o mesmo kit do ano anterior, o brasileiro somou quatro vitórias, oito pódios, seis poles e três voltas mais rápidas, finalizando a temporada com 102 pontos e perdendo o título para Hamilton por oito pontos de diferença.

## Automobilismo profissional

### A1 GP

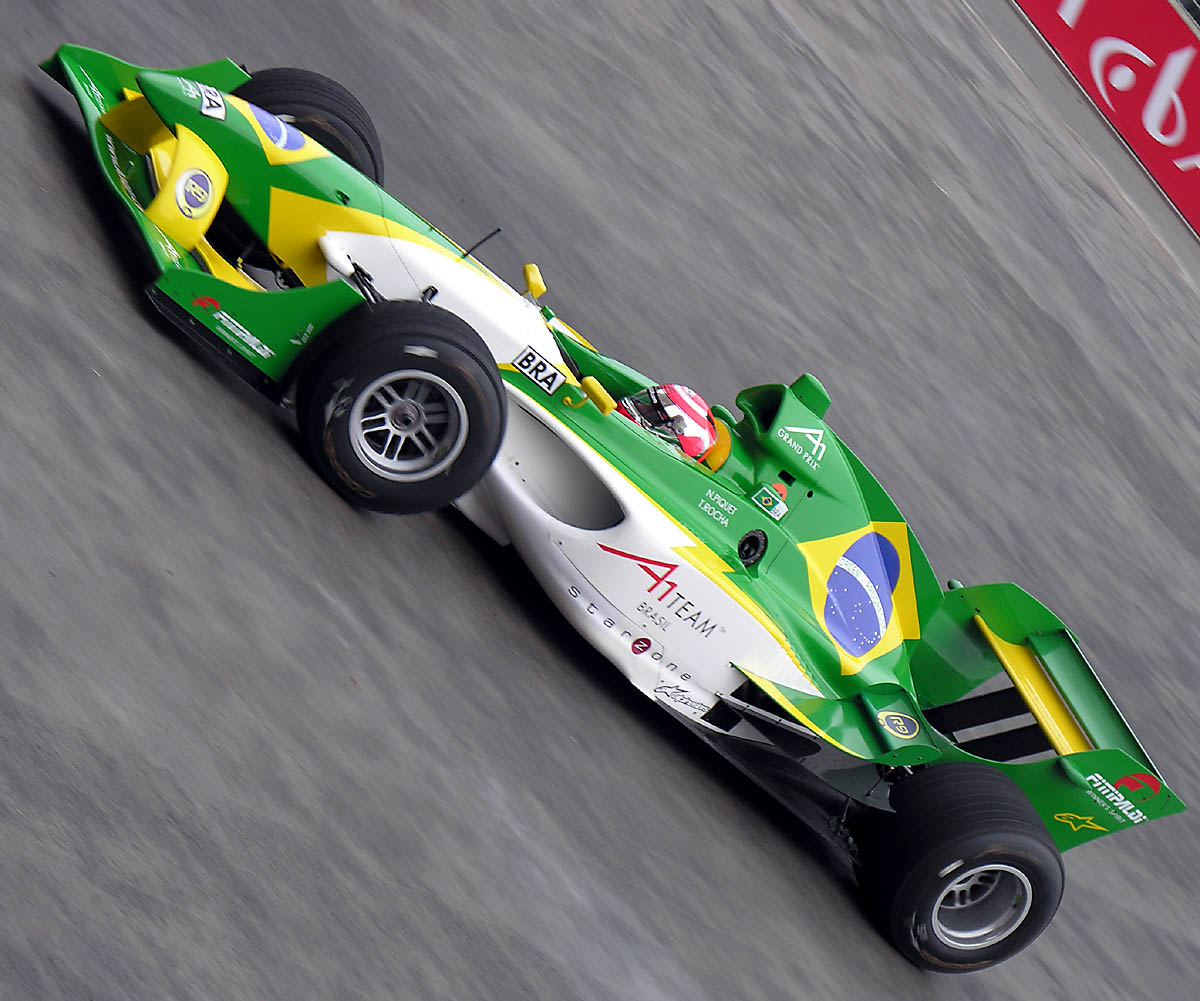
Carro de Piquet Jr. durante a etapa da África do Sul da A1GP de 2005–06

Durante 2006, Nelsinho também esteve disputando paralelamente o inovador campeonato A1GP com a equipe Brasil, que usava a estrutura da ASM F3 e era apadrinhada pelo então jogador de futebol Ronaldo e pelo bicampeão de F1 Emerson Fittipaldi. Seu companheiro de equipe foi Christian Fittipaldi. O sobrenome Piquet entrou para a história do automobilismo mais uma vez quando Nelsinho venceu a primeira prova da história da modalidade, antes do final do campeonato inaugural ele ainda somou mais uma vitória com cinco pódios duas poles e quatro voltas mais rápidas, colocando a equipe brasileira em sexto lugar na classificação geral.

### Fórmula 1
O primeiro contato de Piquet Jr com um Fórmula 1 veio através de alguns testes para jovens pilotos, organizado pela Williams em 2003. Dividindo a série de testes ao seu lado estavam os Rosbergs, com a também jovem promessa Nico Rosberg, os pais da dupla correram para Frank Williams nos anos 1980. Uma nova etapa de aprovação foi repetida já em 2004, estipulasse que ambos os garotos agradaram a todo time de avaliação de Frank, que teria oferecido um contrato determinando com tempo e salário definidos a ambos os testados.
Em 2005, Nelsinho retornou a um F1, dessa vez para testar a BAR em seu melhor momento após a terceira colocação de Jenson Button no campeonato do ano anterior que incluíram a primeira vitória da equipe, o modelo usado foi o BAR 007 de motores Honda 3.0 V10 e pneus Michelin em uma pintura alternativa de pré-temporada 

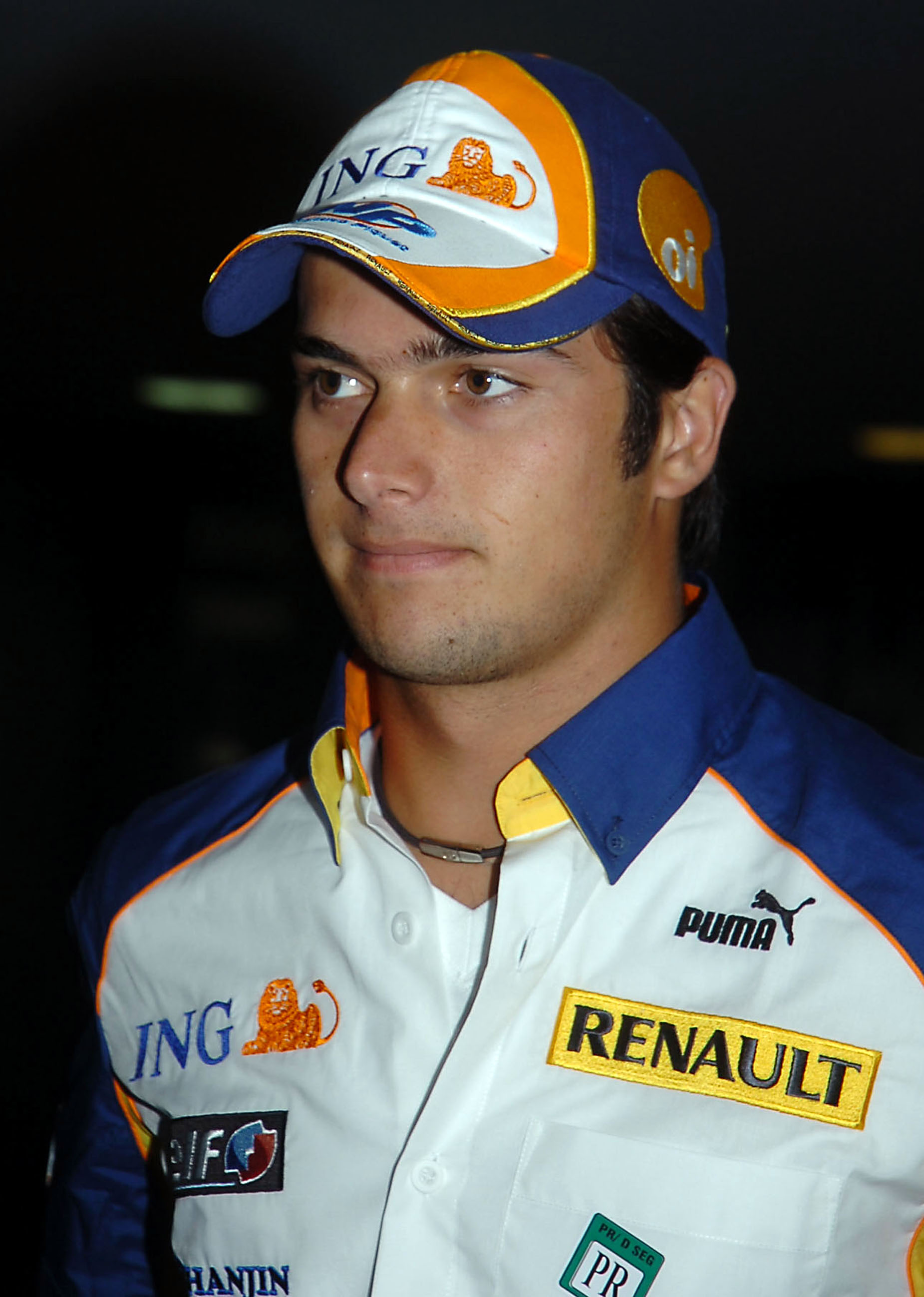
Nelsinho Piquet em 2007

Até que por fim em 2006, testou e assinou com a Renault para ser piloto de testes. Guiando o carro recém bicampeão do mundo, Nelsinho dividiu os testes com o também brasileiro Ricardo Zonta, na agora renomeada ING Renault F1 Team, que tinha como titulares o novato Heikki Kovalainen e o remanescente Giancarlo Fisichella. Em setembro de 2006, Piquet Jr testou com a equipe em Silverstone, sendo quarto em seu primeiro dia e surpreendendo ao fazer o melhor tempo no segundo dia. No mês seguinte, Piquet testou novamente no circuito britânico, fazendo 160 voltas. Em agosto de 2007, Piquet foi sétimo durante a sessão de testes em Monza. Em setembro, o brasileiro foi quinto nos testes de Jerez de La Frontera, e em dezembro, Piquet Jr. participou de outra sessão de testes em Jerez, sendo sétimo e superando nomes como Michael Schumacher.
Em 10 de dezembro de 2007, Nelsinho foi anunciado pela Renault como titular para a temporada de 2008. Ao seu lado estava o bicampeão Fernando Alonso, que voltava da McLaren após romper contrato devido a alguns conflitos internos. A contratação de Piquet Jr. levou em consideração o marketing, com o presidente mundial da montadora Carlos Ghosn afirmando que era importante para a Renault ter um piloto brasileiro, para que a marca se tornasse mais conhecida no Brasil. E segundo a BBC, a Renault considerou que Kovalainen, que tinha sido o melhor estreante de 2007, poderia ser uma ameaça para Alonso, por isso o deixou ir para a McLaren, abrindo a vaga para o brasileiro.

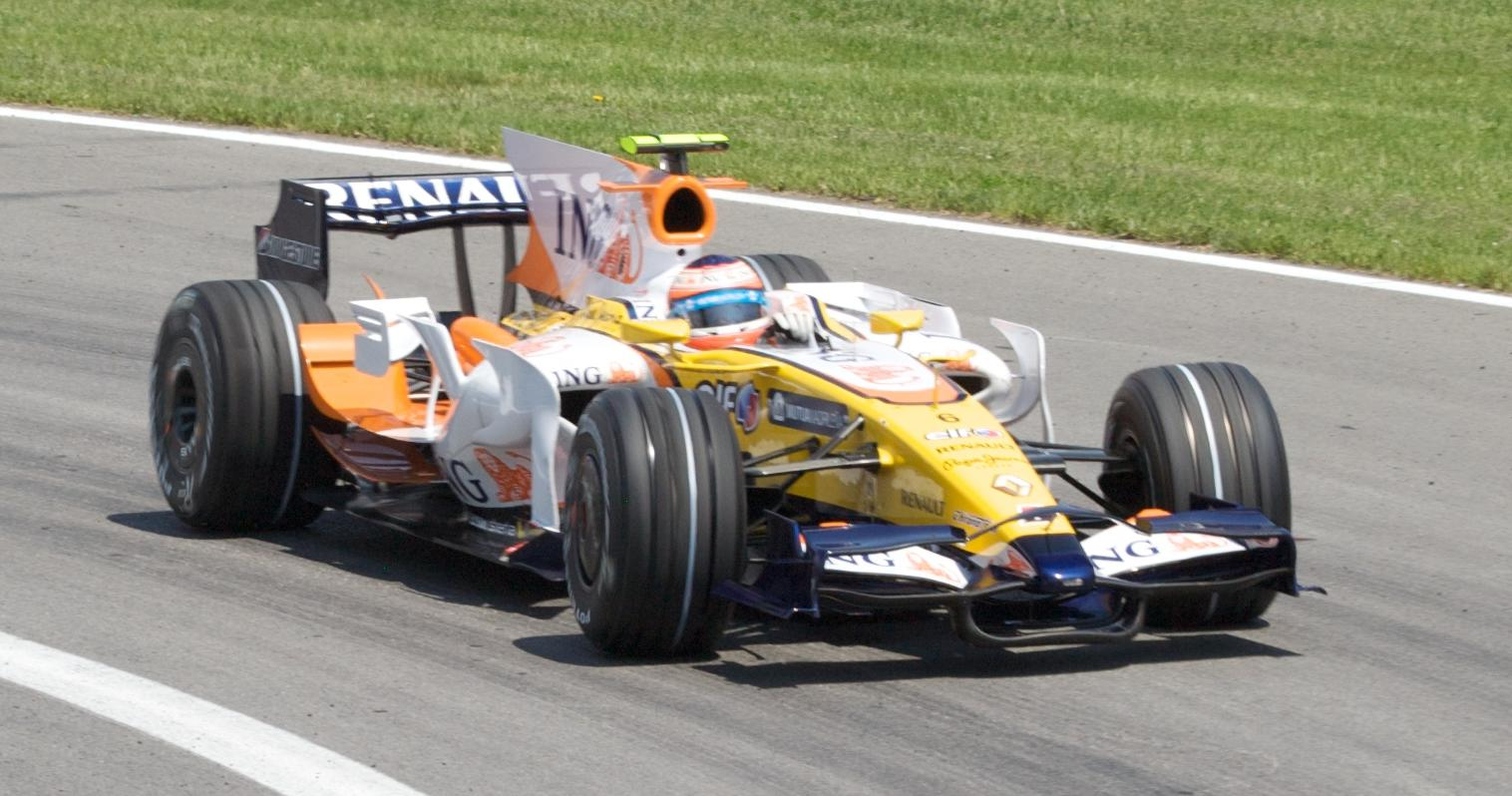
Piquet Jr. guiando a Renault durante o

Ao longo daquela temporada, Nelsinho tem como ponto alto um pódio na segunda colocação no Grande Prêmio da Alemanha disputado em 20 de julho onde chegou a liderar. Ele dividiu o pódio com Lewis Hamilton, vencedor da prova, e com o compatriota Felipe Massa, da Ferrari, que terminou em terceiro, com essa corrida sendo a última vez que dois pilotos brasileiros subiram ao pódio juntos na F1 até os dias atuais. Nelsinho ainda se destacou com um quarto lugar debaixo de chuva extrema no Grande Prêmio do Japão, realizado em 12 de outubro, que contou com a vitória de seu companheiro Alonso.
Mas nas outras provas do ano o brasileiro sofreu sobretudo na primeira metade do campeonato com quebras do modelo R27 da fabricante francesa, com ele abandonando em nove provas. Quando a maquina e o piloto completavam as etapas, o que se viu foi uma boa sétima colocação na França como a 'pior' posição de chegada, até que fossem feitas as entregas de algumas importantes atualizações do carro que eram equipadas primeiramente no carro de Alonso, que até a França andava no meio do grid com uma décima posição, duas oitavas, uma sexta, uma quarta e dois abandonos. Ao final da temporada, eles somaram 80 pontos e colocaram a Renault na quarta colocação do campeonato de construtores. Desses, 19 pontos foram de Nelsinho, que se classificou em 12º na sua temporada de estreia na F1.

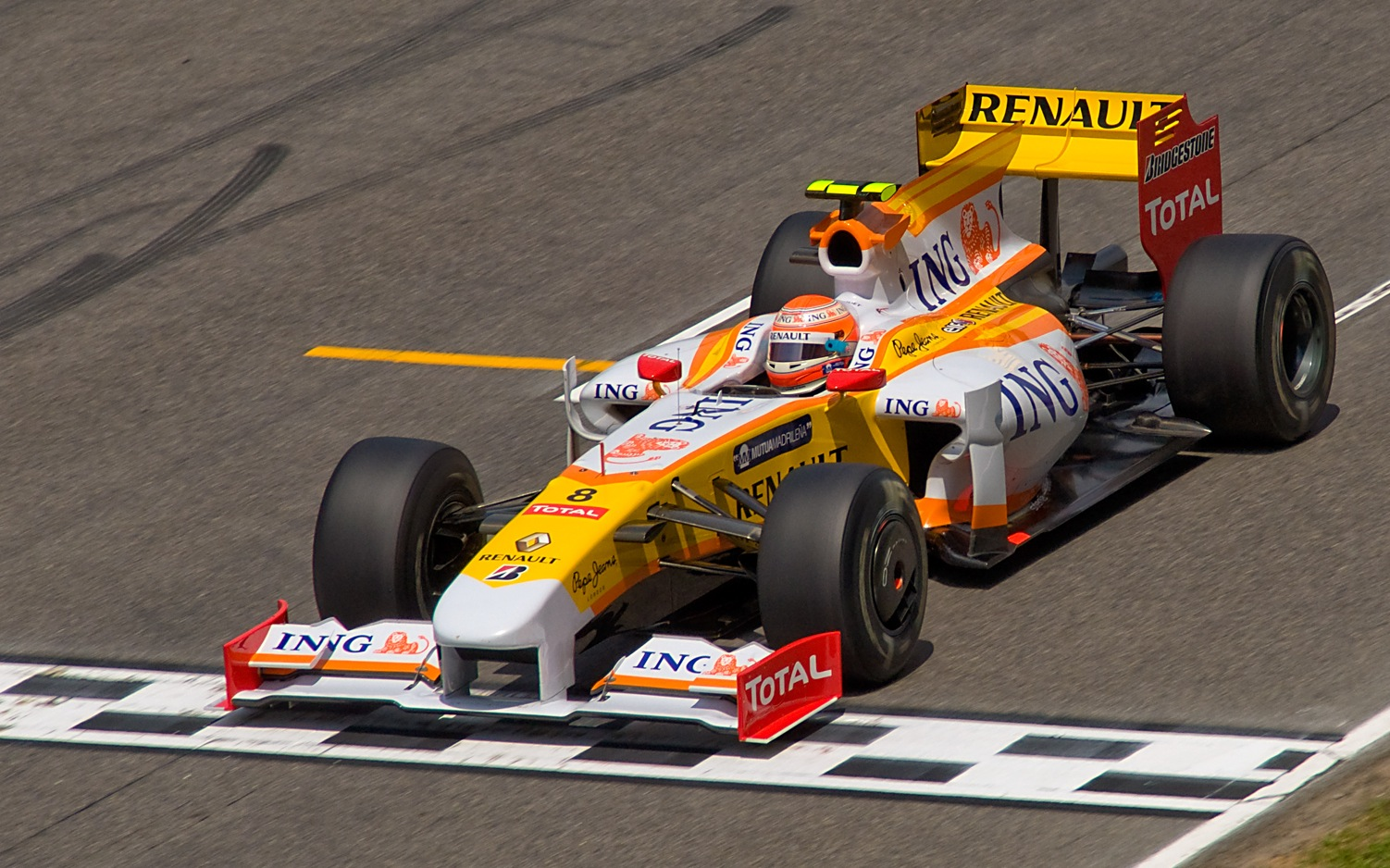
Piquet Jr. no

Mesmo com os rumores de que seria demitido, Piquet Jr. seguiu na equipe em 2009, mais uma vez ao lado de Alonso. Mas Nelsinho não obteve pontos nas primeiras 10 provas da temporada, abandonando na Austrália e em Mônaco, e tendo um décimo lugar no Barém como melhor resultado. Mas em 3 de agosto, Nelsinho anunciou que tinha sido demitido da Renault, afirmando que se sentia aliviado por ter encerrado o "pior período" da sua carreira, criticando fortemente seu chefe Flavio Briatore, a quem chamou de "carrasco", e dizendo que não tinha igualdade de condições com seu companheiro Alonso. Seu substituto foi o franco-suíço Romain Grosjean, que assumiu a vaga a partir do GP da Europa.
Em 10 de setembro do mesmo ano, pouco depois da sua demissão, Nelsinho assumiu, perante a FIA, ter provocado o acidente ocorrido durante o Grande Prêmio de Singapura de 2008, para beneficiar a equipe Renault. Desta forma, Piquet forçou a entrada do safety car, o que facilitou a vitória do seu companheiro de equipe, Fernando Alonso. Segundo as investigações concluíram, Flavio Briatore, chefe da escuderia, e o diretor de engenharia, Pat Symonds, teriam pedido a Nelsinho que forjasse um acidente. Tal fato foi considerado um escândalo e pode determinar o encerramento definitivo da breve carreira do piloto na F1. A escuderia francesa alegou ter havido uma tentativa de chantagem, a fim de que Nelsinho pudesse continuar na temporada de 2009. Porém, Nelson Piquet, pai, disse ao jornal inglês “Daily Mirror”, que, ainda em 2008, informou o diretor de prova Charlie Whiting sobre a manobra da Renault para manipular o resultado no GP de Cingapura. Disse que só não falou com o presidente da Federação Internacional de Automobilismo (FIA), Max Mosley, porque temia prejudicar a carreira de Nelsinho.
Após o julgamento do caso pelo Conselho Mundial da FIA, Briatore foi banido da Fórmula 1. Pat Symonds foi suspenso por cinco anos. Quanto a Nelsinho Piquet, conforme lhe fora prometido quando entregou à FIA um dossiê sobre o episódio, não recebeu qualquer punição da Federação Internacional de Automobilismo, já que foi o autor da denúncia. Fernando Alonso, que se beneficiou do triste episódio, também não foi punido.
No dia 5 de janeiro de 2010, o Tribunal de Grande Instância de Paris anulou o banimento imposto à Briatore pela FIA, permitindo que ele volte a trabalhar novamente na Fórmula 1. Briatore ainda deve receber uma indenização no valor de quinze mil euros.

### NASCAR
Em 6 de fevereiro de 2010, fez sua estreia na NASCAR, em Daytona, na abertura da temporada da ARCA, divisão de acesso para a categoria principal. Largando do sexto lugar no grid, acabou se envolvendo em um acidente durante a prova e chegando apenas na vigésima sétima posição. Na semana seguinte, Nelsinho estreou na NASCAR Camping World Truck Series pela equipe Red Horse Racing, largou em 22º e fez uma excelente prova, terminando em 6º. Fez ainda outras 4 corridas pela equipe Billy Ballew Motorsports, conseguindo mais 2 top-10 (no Texas e em Michigan), chamando a atenção das equipes. Em agosto foi convidado a disputar a prova de Watkins Glen (circuito misto) na Nationwide Series, onde chegou na 7ª colocação.

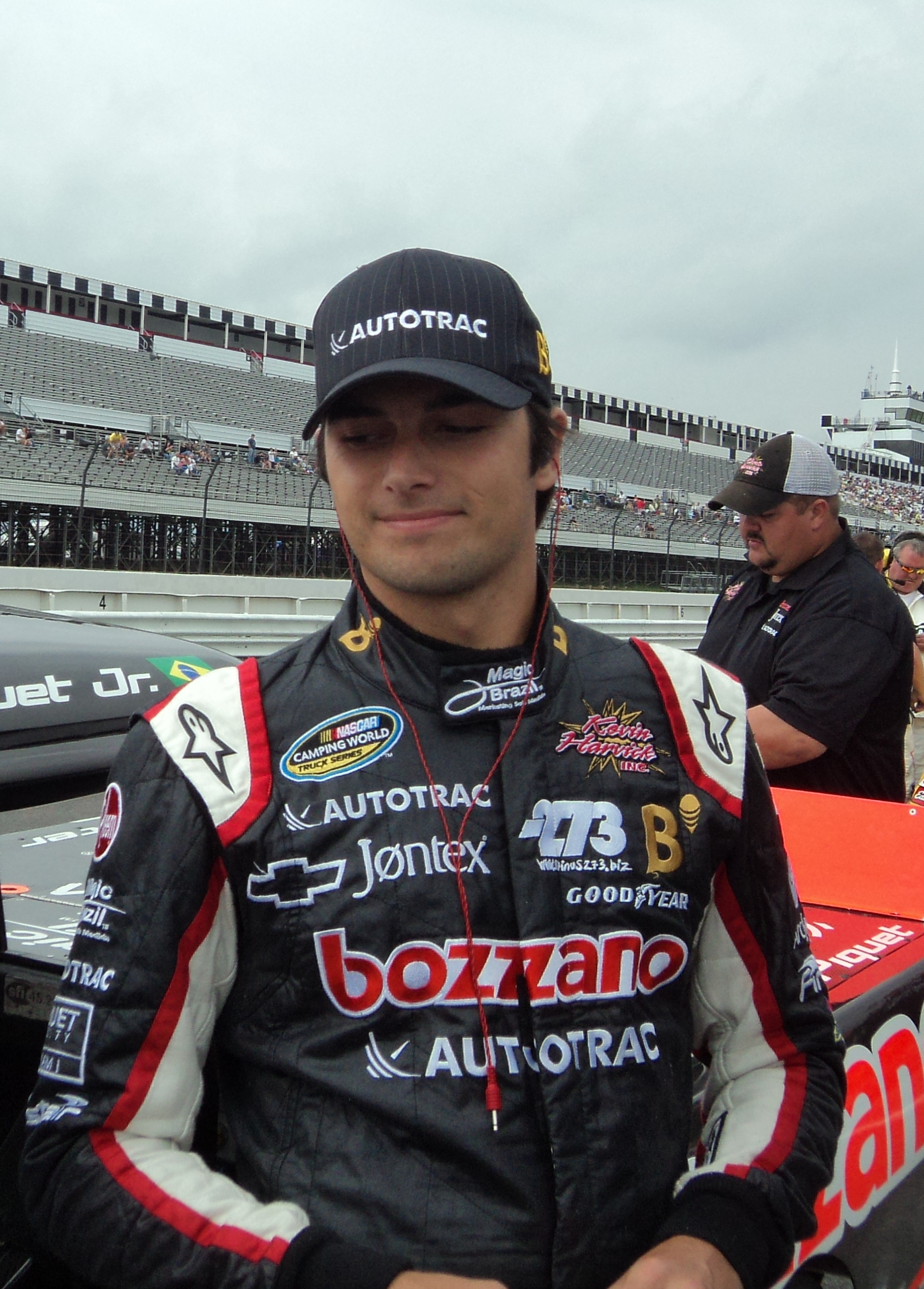
Piquet Jr. em 2011

Em 2011, fechou contrato com a equipe Kevin Harvick Inc. para disputar a temporada completa da Camping World Truck Series. Na primeira corrida em Daytona, Piquet se classificou em 4º mas por problemas no carro foi punido e largou na penúltima colocação. Vinha fazendo uma boa corrida, mas faltando 20 voltas pro final o motor Chevrolet se entregou e Nelsinho não completou a prova. Na segunda prova, em Phoenix, teve dificuldades de adaptação à pista e largou apenas na 22ª posição, terminando em 13º. Na terceira etapa, em Darlington, Nelsinho começou bem, largando em 9º mas na metade da prova foi tocado por Parker Kliegerman que o levou a um toque no muro. Nelsinho teve um pneu furado e a suspensão danificada com a batida e estava tentando terminar a prova quando bateu novamente e abandonou, terminando em 32º. Em Martinsville, outro oval curto, Piquet nao conseguiu evitar o choque após várias batidas a sua frente. Terminou a prova em 30º. Em Nashville, Piquet começa a escrever sua história vitoriosa no automobilismo americano, conquistando um 2º lugar, o melhor resultado de um brasileiro na NASCAR até então. Nas provas seguintes em Dover e Charlotte, Nelsinho fez suas melhores provas da categoria mas acabou perdendo a chance de um bom resultado na última volta. Em Dover numa batida com Timoty Peters e em Charlotte - onde chegou a disputar a 1ª posição - perdendo o controle e rodando sozinho na última volta.

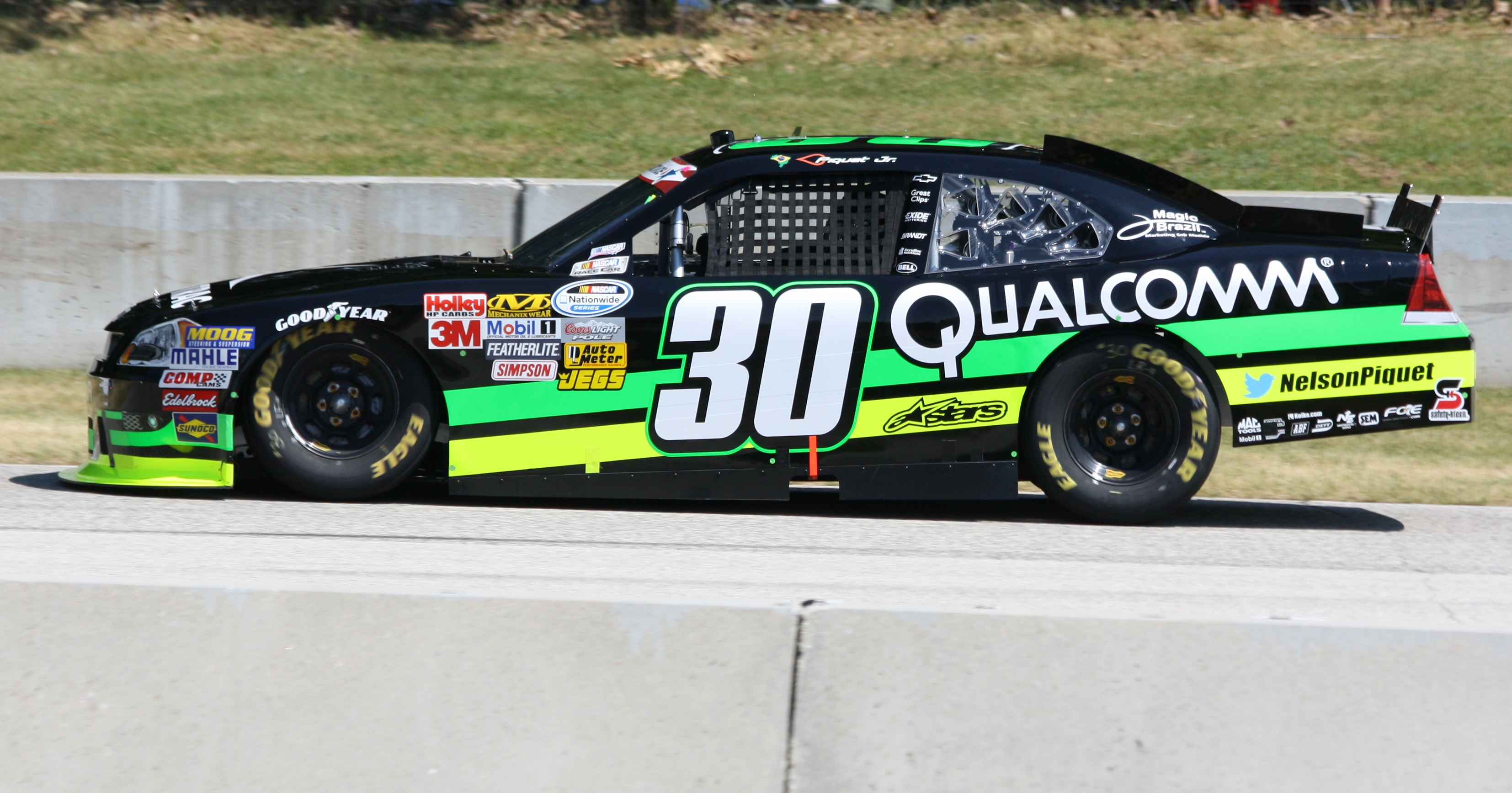
Piquet durante o treino classificatório da Sargento 200 em 2012, corrida da qual obteve sua primeira vitória na NASCAR Nationwide Series.

No dia 23 de junho de 2012, entrou para a história do automobilismo nacional ao ser o primeiro brasileiro a vencer em uma das três divisões nacionais da Nascar, ao chegar em primeiro lugar na etapa de Sargento 200 da Nationwide Series. No dia anterior, Piquet já havia feito história, sendo o primeiro brasileiro a marcar uma pole position na categoria americana. Sua participação, no entanto, foi especial e ele não pontuou pelo campeonato.
Em 2013, foi anunciado que Piquet disputaria a temporada completa da Nationwide Series pela Turner Scott. Mas deixou a equipe no final do ano por falta de patrocínio. O piloto também se envolveu em polêmica por ter feito um comentário homofóbico direcionado a Parker Kliegerman, sendo multado em 10 mil dólares (22 mil reais na cotação da época).
Em 2014, disputou a etapa de Watkins Glen da Sprint Cup, a categoria principal da NASCAR. Guiando o carro nº 77 da Randy Humprey, ele se classificou em 26º.

### Fórmula E

#### China Racing/NEXTEV

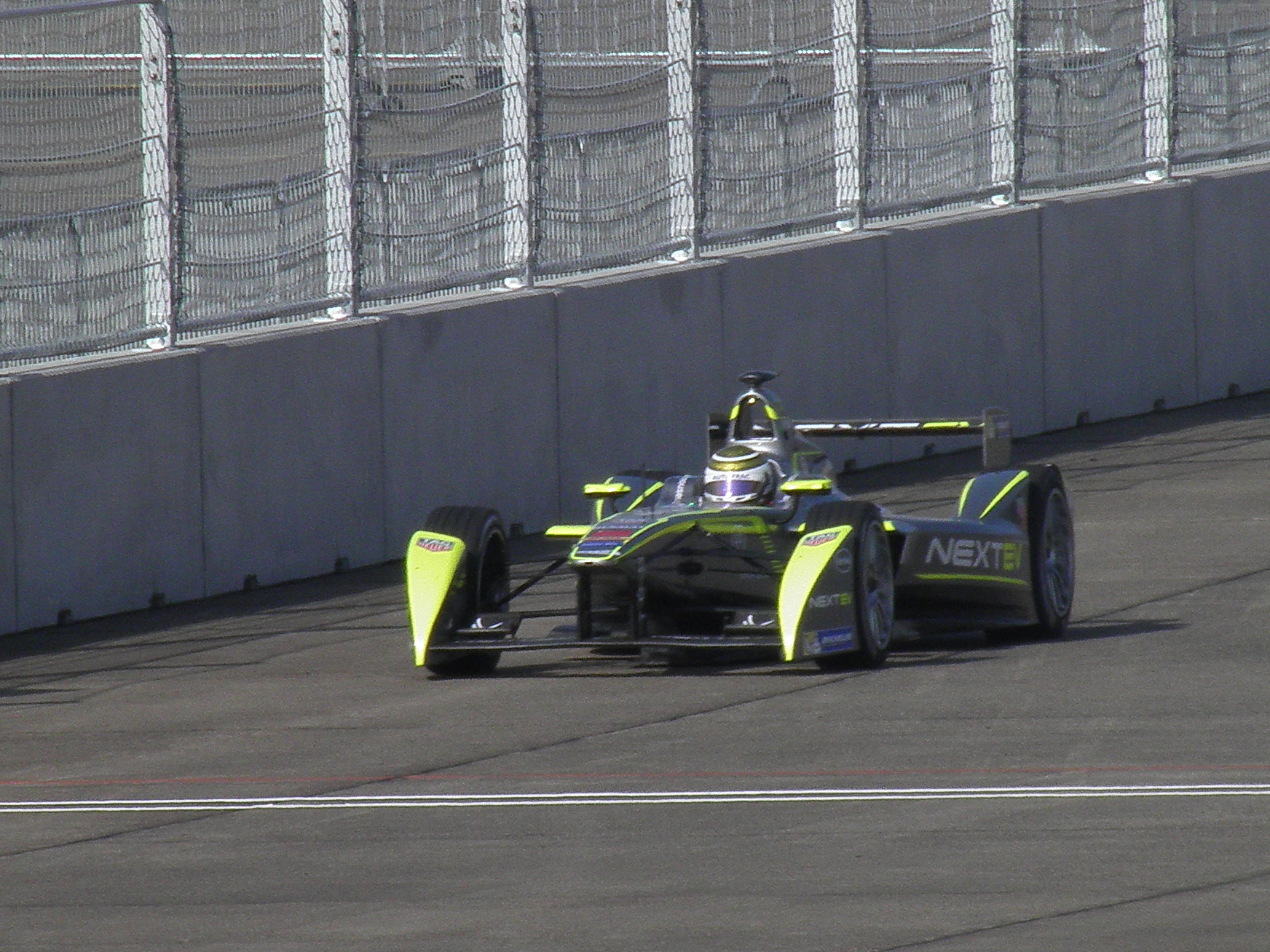
Piquet no ePrix de Berlim de 2015

Em agosto de 2014, Piquet Jr. testou um carro da China Racing em Donington Park, participando de uma simulação de corrida da Fórmula E, que viria a ter sua temporada inaugural meses mais tarde. Pouco depois, Nelsinho foi confirmado pela equipe como titular para 2014–15. Pontuou na corrida inaugural da F-E, o ePrix de Pequim de 2014, ao ser oitavo colocado. Após abandonar em Putrajaya, conquistou seu primeiro pódio em Punta del Este, onde foi segundo colocado. A sua primeira vitória veio em Long Beach, e o brasileiro triunfou novamente em Moscou, totalizando cinco pódios. Ele disputou o título com o compatriota Lucas Di Grassi e com o suíço Sébastien Buemi, se sagrando campeão ao ser sétimo colocado na corrida 2 de Londres. Piquet Jr. somou 144 pontos, apenas um a mais do que Buemi, e entrou para a história ao ser o primeiro campeão da categoria de monopostos elétricos.

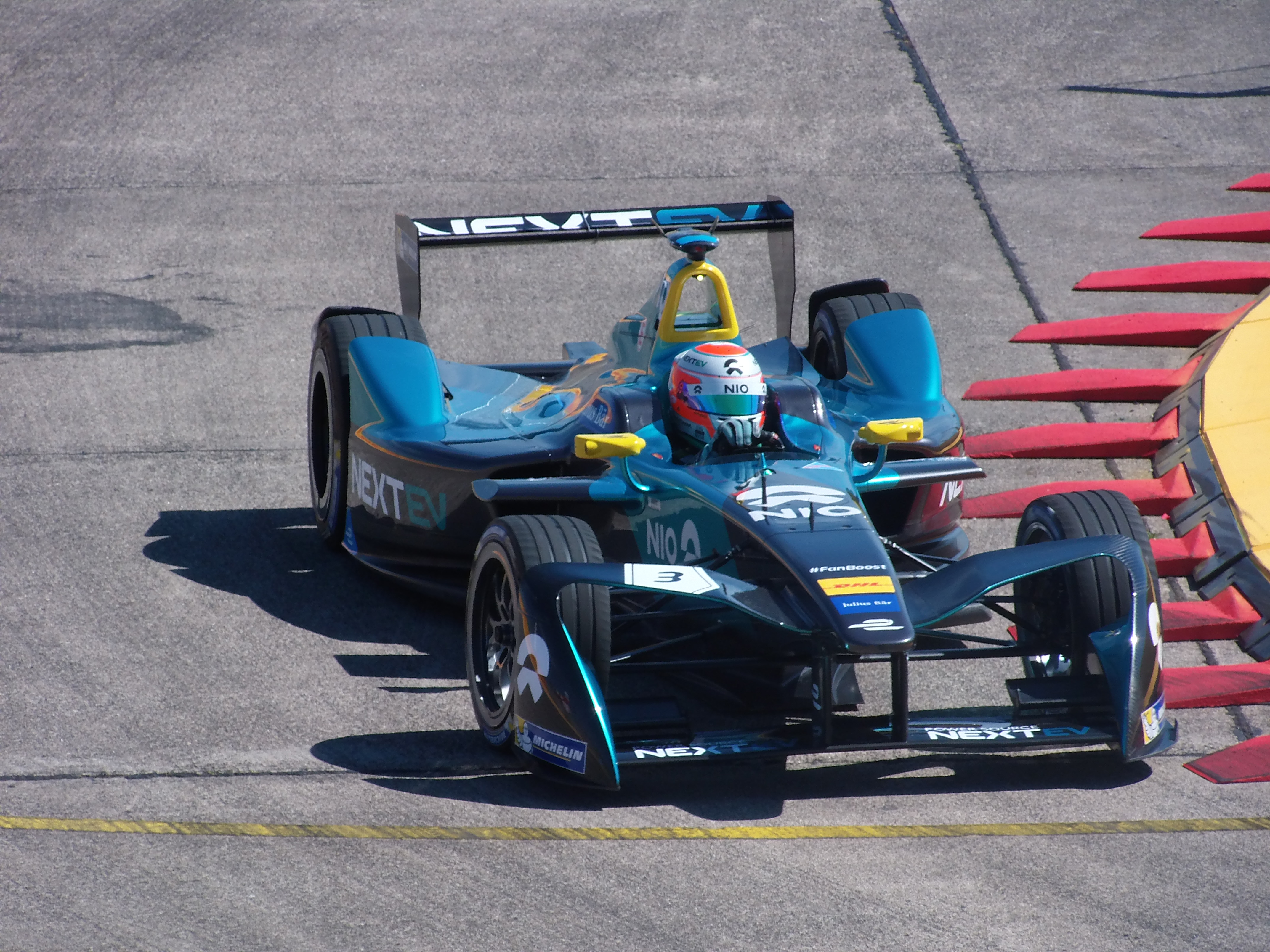
Piquet Jr. no ePrix de Berlim de 2017

Antes mesmo da temporada acabar, Piquet já tinha anunciado a renovação com a China Racing, renomeada para NEXTEV TCR, para 2015–16. Seu companheiro foi o britânico Oliver Turvey, que tinha disputado a rodada dupla de Londres no ano anterior. Mas Nelsinho não conseguiu repetir o sucesso da temporada passada, tendo pontuado em apenas duas das dez corridas do ano, e alcançando um oitavo lugar em Putrajaya como melhor resultado. Com isso, Piquet Jr. somou somente oito pontos, tendo três a menos do que o companheiro Turvey, e foi o décimo quinto colocado.
Nelsinho e Oliver continuaram com a equipe em 2016–17, que passou a atender por NEXTEV NIO, e o brasileiro chegou a conquistar uma pole em Hong Kong,  batendo Turvey por 0s132, mas encerrou a prova em 11º, fora dos pontos. Mais tarde, ele emendou uma sequência de quatro corridas na zona de pontuação, iniciada com um quinto lugar em Buenos Aires e encerrada com um sétimo lugar em Paris. Mas o ápice foi em Mônaco, onde ele foi quarto colocado e alcançou seu melhor resultado do ano. Contudo, Piquet Jr. não pontuou mais na temporada, se classificando em décimo primeiro com 33 pontos, sete a mais do que Turvey.

#### Jaguar

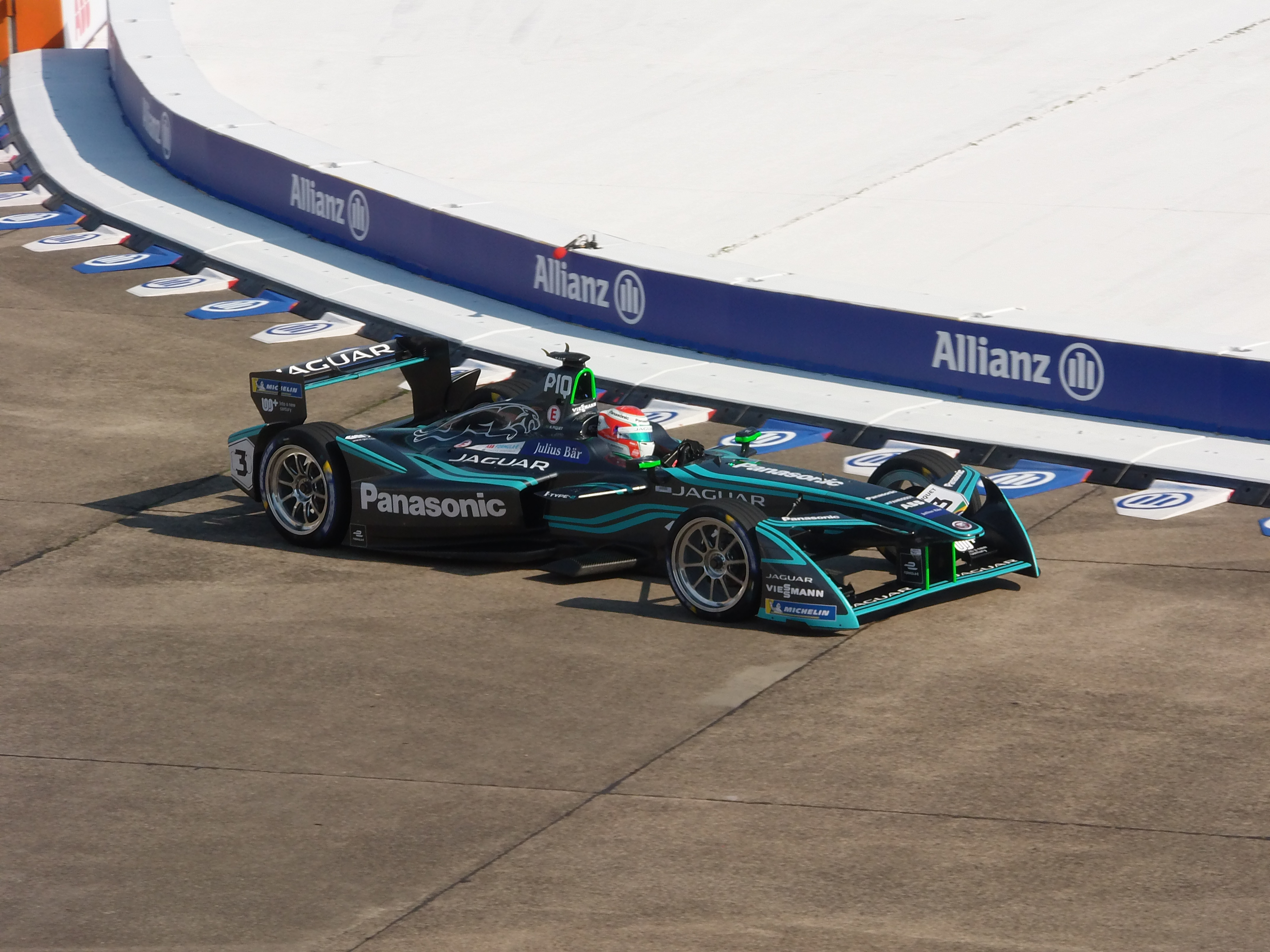
Piquet guiando a Jaguar no ePrix de Berlim de 2018

Para 2017–18, Piquet Jr. se transferiu para a Jaguar, passando a ser o novo companheiro de Mitch Evans. O brasileiro foi quarto colocado em Hong Kong (corrida 1), que tinha sido o melhor resultado da equipe na F-E até então, mas Evans viria a superar esse feito com o terceiro lugar na corrida seguinte. Piquet Jr foi quarto colocado novamente em Marraquexe e na Cidade do México, mas teve uma sequência de seis corridas fora dos pontos, abandonando cinco destas. Essa sequência negativa teve fim em Nova Iorque, onde Nelsinho foi sétimo colocado. Com isso, ele se classificou em nono no campeonato de pilotos, somando 51 pontos e ficando atrás de Mitch Evans, sétimo colocado, por dezessete pontos.
Nelsinho seguiu na Jaguar para 2018–19, e o começo parecia promissor com o décimo lugar conquistado na etapa de abertura, em Daria. Mas ele não pontuou mais na temporada, tendo abandonado nos ePs de Cidade do México, Hong Kong e Sanya. Após essa etapa, a Jaguar dispensou Piquet Jr., com o britânico Alex Lynn o substituindo pelo resto da temporada. Com apenas um ponto conquistado, Piquet Jr. se classificou em vigésimo segundo lugar.

### Stock Car Brasil
No dia 11 de abril de 2010 disputou, como piloto convidado, a corrida de abertura da Copa Chevrolet Montana, categoria de acesso a Stock Car Brasil. Nelsinho largou na sétima posição e completou a prova em segundo lugar, conseguindo um pódio.
Em 2018, Nelsinho Piquet assina com a Full Time Texaco para fazer sua primeira temporada completa na Stock Car, guiando um Chevrolet Cruze e tendo Rubens Barrichello como companheiro de equipe. Terminando a temporada 2018 em 15°, ele renova com a equipe para 2019, anunciando que focaria totalmente na categoria após ser dispensado da F-E. Conquistou dois pódios, terminando a temporada em 13°. Em 2020, passou a guiar um Toyota Corolla e a ter Rafael Suzuki como companheiro na Full Time Bassani. Piquet Jr. obteve sua primeira vitória na categoria durante a corrida 1 de Interlagos. Totalizou seis pódios e encerrou o ano em sétimo. Em 2021, criou seu próprio time na Stock, a MX Piquet Sports, sendo companheiro de Sérgio Jimenez. Não obteve nenhuma vitória, nem pódio, com seu melhor resultado sendo um 12º lugar em Curvelo, se classificando em trigésimo. Nelsinho não disputou a temporada completa, se afastando da categoria após a sétima rodada, afirmando que precisava focar para 2022.

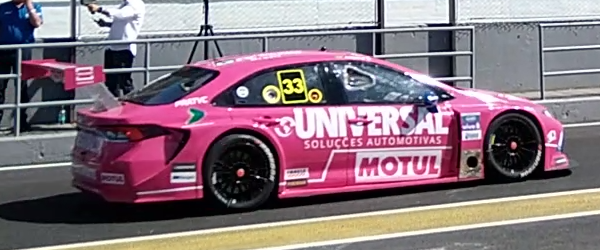
Piquet Jr. guiando a Crown Racing em Buenos Aires

Em 2022, retornou à Stock pela Motul TMG, se reencontrando com as vitórias em Velo Città e em Goiânia, e encerrando o ano em oitavo. Para 2023, repetiu a parceria com a TMG, que passaria a usar o nome Crown Racing, e teve Enzo Elias como companheiro em tempo integral. Pela equipe, Nelsinho conquistou apenas um pódio ao ser segundo em Goiânia, se classificando em décimo quarto lugar. Em 2024, se mudou para a Cavaleiro, voltando a guiar um Chevrolet Cruze e tendo ao seu lado Gaetano Di Mauro. O ápice de Nelsinho foi o segundo lugar na corrida 2 de Belo Horizonte, e o piloto radicado em Brasília se classificou em décimo nono. Em 2025, foi para a estreante Scuderia Bandeiras, passando a pilotar um Mitsubishi Eclipse Cross com Vicente Orige. Nelsinho conquistou sua primeira vitória na nova casa durante a corrida 2 do Velo Città.

### TCR South America
Em julho de 2024, Piquet Jr. disputou a etapa de Interlagos da TCR pela Squadra Martino, conquistando um pódio ao ser segundo colocado na categoria South America, e sendo décimo primeiro na categoria geral. Em dezembro, foi anunciado que Piquet Jr. disputaria a temporada 2025 da TCR South America, competindo pela equipe Squadra Martino.

## Títulos

### Fórmula
- Fórmula E: 2014–15
- Fórmula 3 Britânica: 2004
- Fórmula 3 Sul-americana: 2002

### Kart
- Brasileiro de Kart (1997, 1999 e 2000)
- Copa Brasil de Kart (1999)
- Paulista de Kart (1999)
- Brasiliense de Kart (1997 e 1998)
- Super Kart Brasil - Categoria Graduados (2011)

## Prêmios e indicações
| Ano  | Prêmio            | Categoria            | Resultado |
| ---- | ----------------- | -------------------- | --------- |
| 1999 | Capacete de Ouro  | Kart – Revelação     | Venceu    |
| 2002 | Capacete de Ouro  | Fórmula              | Venceu    |
| 2003 | Autosport Award   | Best Nacional Driver | Venceu    |
| 2004 | Capacete de Ouro  | Internacional        | Venceu    |
| 2005 | Capacete de Ouro  | Internacional        | Indicado  |
| 2006 | Capacete de Ouro  | Internacional        | Venceu    |
| 2008 | Capacete de Ouro  | Fórmula 1            | Indicado  |
| 2008 | Meus Prêmios Nick | Gato do Ano          | Indicado  |
| 2009 | Capacete de Ouro  | Fórmula 1            | Indicado  |

## Posição de chegada nas corridas

### Fórmula 3 Inglesa
| Ano  | Equipe        | DON | DON | SIL | CRO | CRO | KNO | KNO | SNE | SNE | SNE | CAS | CAS | DON1 | DON1 | OUL | OUL | SIL | SIL | THR | THR | SPA | SPA | BRN | BRN | Classificação | Pontos |
| ---- | ------------- | --- | --- | --- | --- | --- | --- | --- | --- | --- | --- | --- | --- | ---- | ---- | --- | --- | --- | --- | --- | --- | --- | --- | --- | --- | ------------- | ------ |
| 2004 | Piquet Sports | 2   | 2   | 3   | 5   | Ret | 10  | 3   | 1   | 1   | 4   | 7   | Ret | 6    | 3    | 1   | 1   | 1   | 4   | Ret | 2   | 6   | 4   | 2   | 1   | 1º            | 282    |

### A1 Grand Prix
| Temporada | Equipe | 1         | 2         | 3         | 4           | 5         | 6         | 7         | 8         | 9         | 10         | 11          | 12          | 13          | 14        | 15      | 16      | 17      | 18      | 19      | 20      | 21      | 22      | Classificação | Pontos |
| --------- | ------ | --------- | --------- | --------- | ----------- | --------- | --------- | --------- | --------- | --------- | ---------- | ----------- | ----------- | ----------- | --------- | ------- | ------- | ------- | ------- | ------- | ------- | ------- | ------- | ------------- | ------ |
| 2005–06   | Brazil | GBR SPR 1 | GBR FEA 1 | ALE SPR 3 | ALE FEA Ret | POR SPR 2 | POR FEA 8 | AUS SPR 3 | AUS FEA 9 | MAL SPR 4 | MAL FEA 10 | UAE SPR Ret | UAE FEA Ret | RSA SPR Ret | RSA FEA 9 | IDN SPR | IDN FEA | MEX SPR | MEX FEA | USA SPR | USA FEA | CHN SPR | CHN FEA | 6º            | 71     |

### Resultados na GP2 Series
Legenda: (Corridas em negrito indicam pole position); (Corridas em itálico indicam volta mais rápida)
| Temporada | Equipe               | 1          | 2         | 3         | 4         | 5           | 6          | 7         | 8           | 9           | 10          | 11          | 12        | 13        | 14          | 15          | 16        | 17        | 18        | 19          | 20        | 21         | 22          | 23         | Classificação | Pontos |
| --------- | -------------------- | ---------- | --------- | --------- | --------- | ----------- | ---------- | --------- | ----------- | ----------- | ----------- | ----------- | --------- | --------- | ----------- | ----------- | --------- | --------- | --------- | ----------- | --------- | ---------- | ----------- | ---------- | ------------- | ------ |
| 2005      | Hitech/Piquet Racing | SMR FEA 14 | SMR SPR 6 | ESP FEA 5 | ESP SPR 2 | MON FEA 11  | EUR FEA 5  | EUR SPR 3 | FRA FEA Ret | FRA SPR DSQ | GBR FEA Ret | GBR SPR Ret | ALE FEA 3 | ALE SPR 8 | HUN FEA Ret | HUN SPR 10  | TUR FEA 4 | TUR SPR 6 | ITA FEA 3 | ITA SPR Ret | BEL FEA 1 | BEL SPR 14 | BAR FEA Ret | BAR SPR 15 | 8º            | 46     |
| 2006      | Piquet Sports        | VAL FEA 1  | VAL SPR 4 | SMR FEA 5 | SMR SPR 2 | EUR FEA Ret | EUR SPR 19 | ESP FEA 4 | ESP SPR 2   | MON FEA Ret | GBR FEA 4   | GBR SPR 5   | FRA FEA 4 | FRA SPR 2 | ALE FEA 13  | ALE SPR DNS | HUN FEA 1 | HUN SPR 1 | TUR FEA 1 | TUR SPR 5   | ITA FEA 2 | ITA SPR 6  |             |            | 2º            | 102    |

### Resultados na Fórmula 1
Legenda: (Corridas em negrito indicam pole position); (Corridas em itálico indicam volta mais rápida)
| Temporada | Equipe              | Chassis     | Motor               | 1       | 2      | 3       | 4       | 5      | 6       | 7       | 8      | 9       | 10     | 11    | 12     | 13      | 14     | 15      | 16    | 17    | 18      | Classificação | Pontos |
| --------- | ------------------- | ----------- | ------------------- | ------- | ------ | ------- | ------- | ------ | ------- | ------- | ------ | ------- | ------ | ----- | ------ | ------- | ------ | ------- | ----- | ----- | ------- | ------------- | ------ |
| 2008      | ING Renault F1 Team | Renault R28 | Renault RS27 2.4 V8 | AUS Ret | MAL 11 | BAR Ret | ESP Ret | TUR 15 | MON Ret | CAN Ret | FRA 7  | GBR Ret | ALE 2  | HUN 6 | EUR 11 | BEL Ret | ITA 10 | SIN Ret | JAP 4 | CHN 8 | BRA Ret | 12º           | 19     |
| 2009      | ING Renault F1 Team | Renault R29 | Renault RS27 2.4 V8 | AUS Ret | MAL 13 | CHN 16  | BAR 10  | ESP 12 | MON Ret | TUR 16  | GBR 12 | ALE 13  | HUN 12 | EUR   | BEL    | ITA     | SIN    | JAP     | BRA   | ABU   |         | 21º           | 0      |

### NASCAR
(Legenda) (Amarelo: 1º Lugar; Cinza: 2º ao 5º; Laranja: 6º ao 10º; Verde: 11º ao 20º; Azul: Terminou porém em 21º ou Pior; Púrpura: Retirou-se; Corrida em negrito indica pole position e * indica maior número de voltas lideradas)

#### Sprint Cup Series
| 2014 | Randy Humphrey Racing | 77 | Ford | DAY | PHO | LVS | BRI | CAL | MAR | TEX | DAR | RCH | TAL | KAN | CLT | DOV | POC | MCH | SON | KEN | DAY | NHA | IND | POC | GLN 26 | MCH | BRI | ATL | RCH | CHI | NHA | DOV | KAN | CLT | TAL | MAR | TEX | PHO | HOM | 53º | 18 |

#### Xfinity Series
| NASCAR Xfinity Series | NASCAR Xfinity Series    | NASCAR Xfinity Series | NASCAR Xfinity Series | NASCAR Xfinity Series | NASCAR Xfinity Series | NASCAR Xfinity Series | NASCAR Xfinity Series | NASCAR Xfinity Series | NASCAR Xfinity Series | NASCAR Xfinity Series | NASCAR Xfinity Series | NASCAR Xfinity Series | NASCAR Xfinity Series | NASCAR Xfinity Series | NASCAR Xfinity Series | NASCAR Xfinity Series | NASCAR Xfinity Series | NASCAR Xfinity Series | NASCAR Xfinity Series | NASCAR Xfinity Series | NASCAR Xfinity Series | NASCAR Xfinity Series | NASCAR Xfinity Series | NASCAR Xfinity Series | NASCAR Xfinity Series | NASCAR Xfinity Series | NASCAR Xfinity Series | NASCAR Xfinity Series | NASCAR Xfinity Series | NASCAR Xfinity Series | NASCAR Xfinity Series | NASCAR Xfinity Series | NASCAR Xfinity Series | NASCAR Xfinity Series | NASCAR Xfinity Series | NASCAR Xfinity Series | NASCAR Xfinity Series | NASCAR Xfinity Series | NASCAR Xfinity Series | NASCAR Xfinity Series | NASCAR Xfinity Series |
| Temporada             | Equipe                   | No.                   | Fabricante            | 1                     | 2                     | 3                     | 4                     | 5                     | 6                     | 7                     | 8                     | 9                     | 10                    | 11                    | 12                    | 13                    | 14                    | 15                    | 16                    | 17                    | 18                    | 19                    | 20                    | 21                    | 22                    | 23                    | 24                    | 25                    | 26                    | 27                    | 28                    | 29                    | 30                    | 31                    | 32                    | 33                    | 34                    | 35                    | Classificação         | Pontos                |                       |
| --------------------- | ------------------------ | --------------------- | --------------------- | --------------------- | --------------------- | --------------------- | --------------------- | --------------------- | --------------------- | --------------------- | --------------------- | --------------------- | --------------------- | --------------------- | --------------------- | --------------------- | --------------------- | --------------------- | --------------------- | --------------------- | --------------------- | --------------------- | --------------------- | --------------------- | --------------------- | --------------------- | --------------------- | --------------------- | --------------------- | --------------------- | --------------------- | --------------------- | --------------------- | --------------------- | --------------------- | --------------------- | --------------------- | --------------------- | --------------------- | --------------------- | --------------------- |
| 2010                  | Baker Curb Racing        | 27                    | Ford                  | DAY                   | CAL                   | LVG                   | BRI                   | NSH                   | PHO                   | TEX                   | TAL                   | RCH                   | DAR                   | DOV                   | CLT                   | NSH                   | KEN                   | ROA                   | LOU                   | DY2                   | CHI                   | GTY                   | IRP                   | IOW                   | GLN 7                 | MCH                   | BR2                   | CGV                   | ATL                   | RI2                   | DV2                   | KAN                   | CAL                   | CLT2                  | GTY                   | TX2                   | PH2                   | HOM                   | 102º                  | 146                   |                       |
| 2011                  | Turner Motorsports       | 30                    | Chevy                 | DAY                   | PHO                   | LVG                   | BRI                   | CAL                   | TEX                   | TAL                   | NSH                   | RCH                   | DAR                   | DOV                   | IOW                   | CLT                   | CHI                   | MIL                   | ROA                   | DY2                   | KEN                   | LOU                   | NSH                   | IRP                   | IOW                   | GLN                   | CGV                   | BR2                   | ATL                   | RI2                   | CHI                   | DV2                   | KAN                   | CLT2                  | TX2                   | PH2                   | HOM 24                |                       | 124º                  | 01                    |                       |
| 2012                  | Turner Motorsports       | 30                    | Chevy                 | DAY                   | PHO                   | LVS                   | BRI                   | CAL                   | TEX                   | RCH                   | TAL                   | DAR                   | IOW                   | CLT                   | DOV                   | MCH                   | ROA 1*                | KEN                   | DY2                   | LOU                   | CHI                   | IND                   | IO2                   | CGV                   | MON                   | BR2 21                | ATL                   | RI2                   | CHI2                  | KT2                   | DV2                   | CLT2                  | KAN                   | TX2                   | PH2                   | HOM                   |                       |                       | 105º                  | 01                    |                       |
| 2013                  | Turner Scott Motorsports | 30                    | Chevy                 | DAY 11                | PHO 15                | LVS 13                | BRI 34                | CAL 16                | TEX 18                | RCH 14                | TAL 29                | DAR 16                | CLT 16                | DOV 20                | IOW 25                | MCH 9                 | ROA 21                | KEN 8                 | DAY 21                | NHA 12                | CHI 17                | IND 14                | IOW 14                | GLN 9                 | MOH 27                | BRI 24                | ATL 12                | RCH 21                | CHI 10                | KEN 27                | DOV 24                | KAN 20                | CLT 25                | TEX 15                | PHO 18                | HOM 10                |                       |                       | 12º                   | 861                   |                       |
| 2016                  | Biagi-DenBeste Racing    | 98                    | Ford                  | DAY                   | ATL                   | LVS                   | PHO                   | CAL                   | TEX                   | BRI                   | RCH                   | TAL                   | DOV                   | CLT                   | POC                   | MCH                   | IOW                   | DAY2                  | KEN                   | NHA                   | IND                   | IOW                   | GLN                   | MOH 38                | BRI2                  | ROA                   | DAR                   | RCH2                  | CHI                   | KEN                   | DOV2                  | CLT2                  | KAN                   | TEX2                  | PHO2                  | HOM                   |                       |                       | 83º                   | 3                     |                       |

- ↑1  Não pontua no campeonato.

#### Camping World Truck Series
| 2010 | Red Horse Racing         | 1  | Toyota | DAY 6  | ATL    | MAR    | NSH    | KAN    | DOV    |        |        |        |        |        |       |        |        |        |        |        |        |        |        |       |        |        |       |       | 44º  | 644 |
| 2010 | Billy Ballew Motorsports | 15 | Toyota |        |        |        |        |        |        | CLT 16 | TEX 8  | MCH 10 | IOW    | GTW    | IRP   | POC    | NSH    | DAR    | BRI    | CHI    | KEN    | NHA    | LVS 20 | MAR   | TAL    | TEX    | PHO   | HOM   | 44º  | 644 |
| 2011 | Kevin Harvick Inc.       | 8  | Chevy  | DAY 27 | PHO 13 | DAR 32 | MAR 30 | NSH 2  | DOV 16 | CLT 21 | KAN 8  | TEX 13 | KEN 22 | IOW 8  | NSH 4 | IND 14 | POC 14 | MCH 16 | BRI 8  | ATL 20 | CHI 3  | NHA 24 | KEN 4  | LVS 6 | TAL 26 | MAR 13 | TEX 4 | HOM 4 | 10º  | 752 |
| 2012 | Turner Motorsports       | 30 | Chevy  | DAY 22 | MAR 6  | CAR 7* | KAN 4  | CLT 29 | DOV 4  | TEX 5  | KEN 29 | IOW 9  | CHI 26 | POC 3* | MCH 1 | BRI 18 | ATL 8  | IOW 6  | KEN 12 | LVS 1  | TAL 31 | MAR 2  | TEX 3* | PHO 8 | HOM 4  |        |       |       | 7º   | 747 |
| 2013 | Turner Scott Motorsports | 30 | Chevy  | DAY    | MAR 19 | CAR    | KAN    | CLT    | DOV    | TEX    | KEN    | IOW    | ELD    | POC    | MCH   | BRI    | MSP    | IOW    | CHI    | LVS    | TAL    | MAR    | TEX    | PHO   |        |        |       |       | 100º | 01  |
| 2013 | NTS Motorsports          | 9  | Chevy  |        |        |        |        |        |        |        |        |        |        |        |       |        |        |        |        |        |        |        |        |       | HOM 31 |        |       |       | 100º | 01  |

- ↑1  Não pontua no campeonato.